# Casa da Criança Armanda Malvina de Mendonça
A Casa da Criança Armanda Malvina de Mendonça é uma instituição privada filantrópica de educação infantil localizada em Ipuã, em São Paulo. Foi criada em 16 de março de 1978 pelo também fundador do Grupo Colorado. É considerada de utilidade pública federal pela lei n° 98.815, de 1990. A entidade é mantida pelos repasses do FUNDEB e também realiza eventos anuais para a complementação do orçamento.

## História

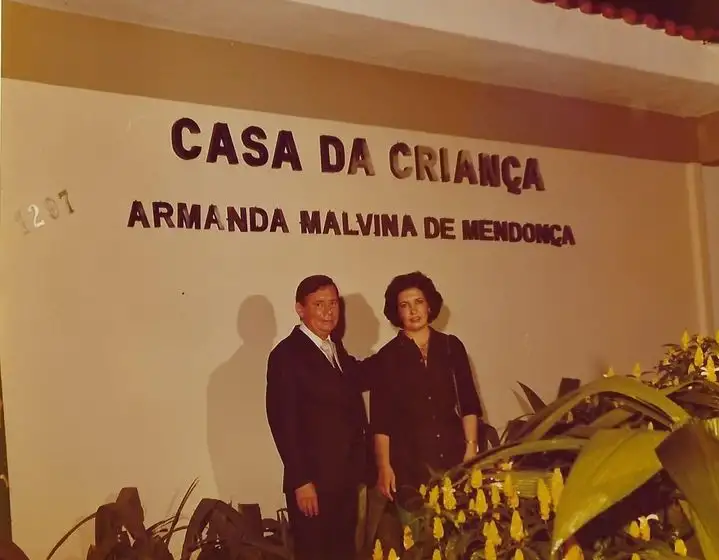
Oswaldo Ribeiro de Mendonça e sua esposa, Thereza, na inauguração da instituição.

No dia 16 de março de 1978, o empresário Oswaldo Ribeiro de Mendonça fundou, com recursos próprios, a primeira creche da cidade de Ipuã. A entidade começou a ser construída em 1977, após Oswaldo, que caminhava com o então prefeito da cidade, presenciar uma cena sub-humana: uma mãe havia amarrado em uma mesa para que pudesse ir para o trabalho. A instituição iniciou seus serviços dedicando-se exclusivamente à missão assistencialista, atendendo ao todo 80 crianças. Porém, ao longo dos anos, devido à alta demanda por creches por parte da população, ampliou sua capacidade para 120 alunos, fortalecendo-se também como uma instituição de ensino e garantia de direitos essenciais às crianças.

### Transformação
A Casa da Criança transformou-se, ao longo do tempo, em uma instituição de ensino infantil. A organização conta, desde 2011, com a estruturação do Programa de Educação Integral, que levou à conquista de prêmios nacionais de excelência social. Em 2015, a instituição buscou inspirações na filosofia de ensino de Reggio Emilia, criada pelo pedagogo e educador Loris Malaguzzi, e foi uma das duas entidades paulistas a serem beneficiadas pelo Edital Fundo Itaú de Excelência Social. No ano de 2016, a Casa da Criança veio a receber o Prêmio Criança, da Fundação Abrinq. A instituição conta com parcerias para desenvolvimento da equipe, sendo uma delas a assessoria pedagógica por meio da pesquisa educacional da NEPP - UNICAMP.